# Гіагінське сільське поселення
Гіагінський сільське поселення - муніципальне утворення в складі Гіагінського району Адигея.
Адміністративний центр - станиця Гіагінська.

## Населені пункти
- станиця Гіагінська
- селище Гончарка
- хутір Первомайський
- хутір Черьомушкін

## Географія
Площа території сільського поселення становить - 249,70 км². З них сільськогосподарські угіддя займають - 219,27 км² (87,81%). 
Сільське поселення розташоване на похилій закубанських рівнині, в перехідній від рівнинної в предгорную зоні республіки. Рельєф місцевості являє собою в основному передгірні хвилясті рівнини з холмисто-горбистими і курганними височинами, із загальним ухилом з південного сходу на північний захід. Долини річок порізані глибокими балками і зниженнями. Середні висоти складають близько 160 метрів над рівнем моря.

## Історія
Гіагінський сільська рада в своїх сучасних кордонах був заснований в 1947 році.
У 1994 році Постановою Держради - Хасе Республіки Адигея № 71-1 від 30.03.1994 року Гіагінський сільрада був перетворений в місцеве самоврядування Гіагінський сільського округу.
На підставі свідоцтва № 000027 від 3.11.1998 року як муніципальне утворення внесено в Федеральний реєстр муніципальних утворень Російської Федерації.
У 2004 році в ході муніципальних реформ, Гіагінський сільський округ був перетворений в муніципальне утворення зі статусом сільського поселення.

## Економіка
Спеціалізацією Гіагінський сільського поселення є сільське господарство. Також розвинена легка промисловість.